# Gebhardt Antal
Gebhardt Antal (Pécs, 1887. április 9. – Pécs, 1972. február 22.) jogász, biológus, az MTA doktora. A barlangi élettan (bioszpeleológia) tudományának magyarországi egyik megalapítója.

## Életpályája
1905-ben érettségizett a ciszterci gimnáziumban Pécsett. Jogi diplomáját a kolozsvári egyetemen szerezte. A szakvizsga letétele után Dombóváron lett járásbíró, majd 1948-ig az itteni járásbíróság elnöke volt. 1948-ban a Pécsi Felsőbíróság tanácselnöke lett.
1929-ben biológia–őslénytan és állatföldrajzi tárgykörből bölcsészdoktori oklevelet szerzett a pécsi Erzsébet Tudományegyetemen, 1933-ban az egyetem magántanára lett, állatföldrajzból és a mérgező, kórokozó állatokról tartott előadásokat. A Janus Pannonius Múzeum természettudományi osztályának alapítója, majd vezetője volt. 1963-ban az MTA doktora lett.

## Munkássága
A Mecsekben, a Déli-Kárpátokban a Retyezáton végzett zoológiai, barlangbiológiai kutatásokat 1924 és 1930 között. 1930-tól 1933-ig az abaligeti és a mánfai barlangok, a mecseki források állatvilágát tanulmányozta. Az Abaligeti-barlang élővilágának átfogó felmérését  ő végezte el, és 1934-ben szisztematikus gyűjtőmunka eredményeként már 190 állatfajt írt le a barlangban, köztük bogarakat, pókokat, aprófutoncféléket és a patak vizében egyedülálló vakbolharákfajokat (például a róla elnevezett Niphargus forelli gebhardti) és vakvíziászkákat. A gerinctelen állatok (főleg Coleoptera, Mollusca) faunisztikai, állatföldrajzi és ökológiai sajátosságairól közölt szakcikkeket.

## Főbb művei
- Az abaligeti barlang élővilága (1934) Mathematikai és Természettudományi Közlemények, 1934. (37. évf.) 4. sz. 1-264, +1 térkép. old.
- Malakológiai vizsgálatok a Mecsek-hegységben és a Harsányi-hegyen (1956)
- A Mecsek-hegység környékének és déli síkjának malakofaunisztikai, környezettani és állatföldrajzi vizsgálata (1963)

## Kitüntetései
- Munka Érdemrend arany fokozata (1967)

## Róla elnevezett állatfajok
- Anaphtalmus gebhardti, amelyből három darabot meghatároztak a Nagykőmázsa-völgyi-víznyelőbarlangból, majd a Kecske-lyukban is megtalálták.
- Niphargus forelli gebhardti, amely az Abaligeti-barlangban élő vakbolharákfaj.
- Duvalius gebhardti, azaz Gebhardt-vakfutrinka, egy kizárólag a Bükk hegységben élő rovarfaj, melyet Bokor Elemér nevezett el Gebhardt Antalról.